# 懿后
懿后江氏（?—?），济阳郡考城县人（今河南省民权县东），宁朔参军江遵之女，司徒右长史江德驎的姐妹，萧道生的夫人。
建武元年十一月乙酉（494年12月27日），萧鸾追尊始安贞王萧道生为景皇，母亲江氏为懿后。